# Феттаоглу, Седа
Седа Феттахоглу (26 сентября 1979 года — 27 сентября 2023 года) — турецкая актриса театра и кино, актриса дубляжа. Преимущественно театральная актриса, Седа Феттахоглу иногда снималась в телесериалах и рекламных роликах.

## Биография
Седа Феттахоглу родилась в Трабзоне, 26 сентября 1979 года. После окончания школы в 1997 году, она училась на факультете музыки и исполнительских искусств Билкентского университета, который окончила в 2002 году. В 2003 году она начала работать в городских театрах Стамбула в качестве постоянной актрисы. Благодаря владению английским языком она выполняла дубляж в зарубежных кинофильмах и телепередачах. За свою актёрскую карьеру она в основном появлялась в телесериалах и рекламе.
27 сентября 2023 года, на следующий день после своего 44-летия, Седа Феттаоглу была найдена мёртвой в одном из парков Стамбула. Её тело обнаружил случайный прохожий, который сразу вызвал врачей и полицию. Прибывшие эксперты констатировали смерть в результате огнестрельного ранения. При погибшей было ружьё, которое было зарегистрировано на её имя, а в сумке лежали антидепрессанты. Пулевое отверстие было обнаружено в височной части головы актрисы, и была даже версия о том что это было умышленное убийство. Однако полиция в ходе расследования пришла к выводу, что актриса совершила самоубийство, не вынеся длительной депрессии.
Турецкие СМИ отмечали, что по какому-то роковому обстоятельству, за 11 дней до смерти Седы Феттаоглы, совершила самоубийство другая турецкая киноактриса, 37-летняя Мерве Каяалп.